# Ceriselma methneri
Ceriselma methneri là một loài bọ cánh cứng trong họ Meloidae. Loài này được Borchmann miêu tả khoa học năm 1942.